# 招遠市
招遠市（しょうえん-し）は、中華人民共和国山東省煙台市に位置する県級市。

## 歴史
1131年（天会9年）に招遠県が成立した。地名は土地を捨てて流浪していた人々を集め入植させたことに由来する。1991年12月21日に県級市に昇格し現在に至る。

## 行政区画
- 街道：羅峰街道、泉山街道、夢芝街道、温泉街道、大秦家街道
- 鎮：辛荘鎮、蚕荘鎮、金嶺鎮、畢郭鎮、玲瓏鎮、張星鎮、夏甸鎮、阜山鎮、斉山鎮

## 特産・産業
市域には数多くの金鉱があり、金の加工産業が盛んである。張星鎮は、竜口春雨の発祥の地であり、石材に富み、石材の郷と称される。

## トピックス
ここは「金都」と呼ばれている。中国最大級の金鉱山があり、金のショッピングセンターがオープンし、中国国内外から大勢の人を集めている。

## テレビ番組
- 日経スペシャル ガイアの夜明け ゴールドを世界が狙う ～金争奪戦･･･日本の技術で挑め～（2008年9月2日、テレビ東京）[1]。- 中国の金鉱山を取材。